# Euthalia limbata
Euthalia limbata är en fjärilsart som beskrevs av Hans Fruhstorfer 1899. Euthalia limbata ingår i släktet Euthalia och familjen praktfjärilar. Inga underarter finns listade i Catalogue of Life.